# Resultados do Carnaval de Niterói em 2019
Nesta página estão listados os Resultados do Carnaval de Niterói em 2019. Neste ano, os desfiles das escolas na Rua da Conceição foram realizados em apenas dois dias - segunda e terça-feira de carnaval. Com o enredo "Oyá Matamba - O império da Rainha Njinga", a Alegria da Zona Norte conquistou o bicampeonato do carnaval niteroiense obtendo 199.4 pontos, 1 décimo a frente da Império de Araribóia, que pela terceira vez consecutiva ficou com o vice-campeonato. Ocupando respectivamente o 9° e o 10° lugar, Sabiá e Combinado do Amor, tradicionais agremiações da cidade, foram rebaixadas para o Grupo B, de onde ascenderam ao grupo principal a campeã Mocidade Independente de Icaraí e a vice Unidos do Sacramento.

## Resultados

### Grupo A
| Pos | Escola                           | Pts   | Classificação ou rebaixamento           |
| --- | -------------------------------- | ----- | --------------------------------------- |
| 1   | Alegria da Zona Norte            | 199,4 | Campeã do Carnaval de 2019              |
| 2º  | Império de Araribóia             | 199,3 |                                         |
| 3º  | Souza Soares                     | 198,5 |                                         |
| 4º  | Unidos da Região Oceânica        | 197,8 |                                         |
| 5º  | Folia do Viradouro               | 197,5 |                                         |
| 6º  | Experimenta da Ilha da Conceição | 197,3 |                                         |
| 7º  | Magnólia Brasil                  | 196,3 |                                         |
| 8º  | Bafo do Tigre                    | 195,8 |                                         |
| 9º  | Combinado do Amor                | 195,6 | Zona de rebaixamento ao Grupo B em 2020 |
| 10º | Sabiá                            | 193,1 | Zona de rebaixamento ao Grupo B em 2020 |

### Grupo B
| Pos | Escola                          | Pts   | Classificação ou rebaixamento           |
| --- | ------------------------------- | ----- | --------------------------------------- |
| 1º  | Mocidade Independente de Icaraí | 198,8 | Promovida ao Grupo A em 2020            |
| 2º  | Unidos do Sacramento            | 197,1 | Promovida ao Grupo A em 2020            |
| 3º  | Bem Amado                       | 195,9 |                                         |
| 4º  | Garra de Ouro                   | 195,0 |                                         |
| 5º  | Paraíso da Bonfim               | 194,6 |                                         |
| 6º  | Balanço do Fonseca              | 194,3 |                                         |
| 7º  | União da Engenhoca              | 193,3 |                                         |
| 8º  | Cacique da São José             | 193,2 |                                         |
| 9º  | Amigos da Ciclovia              | 189,8 | Zona de rebaixamento ao Grupo C em 2020 |
| 10º | Grupo dos Quinze                | 188,1 | Zona de rebaixamento ao Grupo C em 2020 |

### Grupo C
| Pos | Escola            | Pts   | Classificação ou rebaixamento                      |
| --- | ----------------- | ----- | -------------------------------------------------- |
| 1º  | Galo de Ouro      | 196,6 | Promovida ao Grupo B em 2020                       |
| 2º  | Banda Batistão    | 195,6 |                                                    |
| 3º  | Tá Rindo Porquê?  | 192,2 |                                                    |
| 4º  | Fora de Casa      | 189,9 |                                                    |
| 5º  | Mocidade do Boaçu | 192,4 | Zona de rebaixamento ao Grupo de Avaliação em 2020 |
| 6º  | Unidos do Castro  | 183,2 | Zona de rebaixamento ao Grupo de Avaliação em 2020 |